# U-155 (1941)
El U-155 era un submarino tipo IXC construido por Alemania durante la Segunda Guerra Mundial. Fue iniciado el 1 de octubre de 1940 y botado el 12 de mayo de 1941. Entró en servicio el 23 de agosto de 1941 bajo el mando del capitán Adolf Cornelius Piening. Piening fue relevado en febrero de 1944 (al ser ascendido) por Johannes Rudolph. Ludwig von Friedeburg relevó a Johannes Rudolph desde agosto de 1944 hasta noviembre del mismo año, cuando Rudolph volvió a asumir el mando de la embarcación un mes más. En diciembre, Erwin Witte controló la nave hasta abril de 1945, cuando es relevado por Friedrich Altmeier. Altmeier capitaneó la nave hasta la rendición de Alemania. Una vez bajo el control de los aliados, el submarino fue hundido en la costa de Reino Unido como parte de la Operación Deadlight. En 2001, se hallaron los restos de la nave prácticamente intactos.
El U-155 realizó 10 patrullas en las que hundió 26 barcos mercantes (un total de 126 664 toneladas), un buque de guerra de 13 785 t y dañó un buque auxiliar.

## 1.ª Patrulla
El U-155 comenzó su primera patrulla el 7 de febrero de 1942 a su salida del puerto de Kiel. Realizó su ruta por el mar del Norte, pasó entre las islas Feroe y Shetland y se adentró en el océano Atlántico. El día 22 del mismo mes, hundió los buques Sama y Adellen, al sur del cabo Farewell en Groenlandia. 
Tras ello, navegó hacia la costa este de los Estados Unidos donde, el 7 de marzo, hundió el SS Arabutan a 81 millas náuticas (150 km) del cabo Hatteras, en Carolina del Norte. Tres días después, el oficial de vigía Gert Rentrop fue barrido de la cubierta por un golpe de mar.
El navío atracó en la base submarina de Lorient (situada en la costa Atlántica) en la Francia ocupada el 27 de marzo.

## 2.ª Patrulla
Inició su segunda patrulla el 24 de abril de 1942. Desde el puerto de Lorient atravesó el océano Atlántico hasta el mar del Caribe donde torpedeó al buque Brabant al suroeste de la isla de Granada el 14 de mayo. El mercante se fue a pique en tan solo 8 minutos. 
El U-boat hundió otros 6 barcos, entre ellos el Sylvan Arrow que fue torpedeado el 20 de mayo, pero que no llegó a naufragar hasta ocho días después. 
El submarino regresó a Lorient el 14 de junio.

## 3.ª Patrulla
El 9 de julio inició su tercera patrulla en el mar del Caribe, siendo la más exitosa. El U-155 hundió 10 buques, entre ellos el Barbacena y el Piave al este de Barbados, el mercante Cranford y el Empire Arnold.
Durante la patrulla, el tripulante Konrad Garneier murió en un ataque aéreo el 19 de agosto.

## 4.ª Patrulla

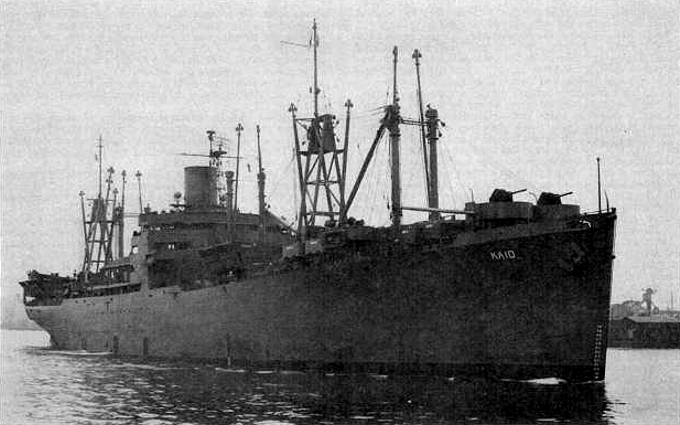
El USS Almaack

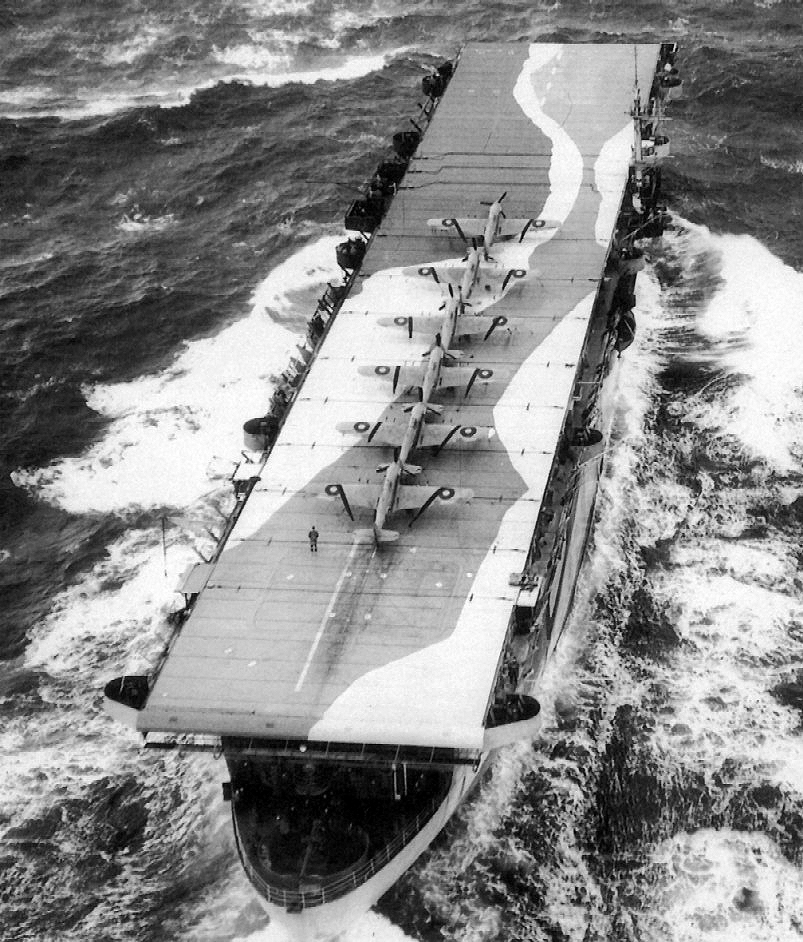
El HMS Avenger

En la cuarta patrulla, el U-155 se dirigió hacia el estrecho de Gibraltar donde disparó una salva de 4 torpedos a una serie de buques participantes en la Operación Torch el 15 de noviembre de 1942. Uno de ellos impactó y hundió el portaaviones escolta HMS Avenger matando la mayoría de sus ocupantes. Otro proyectil dañó el buque de suministros USS Almaack, y un tercero hundió el buque de transporte Ettrick, cuyo capitán recibió la medalla de la orden del Imperio Británico.
En su regreso también hundió el Serroskerk en el océano Atlántico, del cual no hubo supervivientes.

## 5.ª Patrulla
Durante su quinta patrulla, el U-155 navegó de nuevo por el oeste del mar del Caribe y el sur de Florida, Estados Unidos. Hundió el Lysefjord al oeste de La Habana el 2 de abril de 1943 y al día siguiente, abatió el petrolero Gulfstate a 50 millas náuticas de Marathon (en 2013 se inició una operación de búsqueda de los restos del Gulfstate al ser una amenaza ambiental para el entorno de la región debido a los miles de litros de petróleo que aún mantendría en su interior).
A su regreso, el submarino fue atacado el 27 de abril por una fuerza aérea desconocida al noreste del cabo Finisterre, España.

## 6.ª Patrulla
En su sexta patrulla, con intención de contrarrestar la amenaza aérea aliada, el U-155 se congregó junto con el U-68, U-159, U-415 y U-634 en el golfo de Vizcaya. La formación fue atacada por cuatro DH.98 Mosquito, tres provenientes del 307.º escuadrón de la RAF y otro del 410.º escuadrón de la RCAF. Uno de los Mosquito perdió un motor y tuvo que volver a la base donde realizó un aterrizaje forzoso sin tren de aterrizaje. Cinco hombres del submarino U-155 fueron heridos y tratados más tarde por el médico del U-68 en su regreso a Lorient el 16 de junio.

## 7.ª y 8.ª Patrulla
La séptima patrulla realizada por el U-155 fue infructuosa, ya que el submarino navegó hasta las islas de Cabo Verde, pero no halló ningún objetivo.
En su octava patrulla, el navío se dirigió hasta la costa noreste de Brasil donde hundió el Siranger y rescató a uno de sus marineros (estaba herido y el médico del U-155 lo operó en la misma nave). Fue llevado a Lorient al finalizar la patrulla del submarino y se le trasladó a un campo de prisioneros cercano a Bremen.

## 9.ª y 10.ª Patrulla
La novena patrulla del U-155 fue la más larga —duró 105 días—, pero al igual que la séptima, fue totalmente infructuosa ya que no localizaron ningún objetivo. Durante su ruta, el submarino fue atacado por Mosquitos del 248.º Escuadrón de la RAF, los cuales mataron a dos de sus tripulantes e hirieron a otros siete.
En su décima y última patrulla, el submarino abandonó la base de Lorient el 9 de septiembre de 1944, la última ocasión en la que saldría de patrulla desde ese puerto. Sin tener éxito, atracó en el puerto de Flensburgo el 21 de octubre del mismo año. 
El U-155 continuó en movimiento tras su décima patrulla, se trasladó de puerto en puerto a finales de la guerra. A menos de una semana de finalizar la guerra, el 4 de mayo de 1945, derribó un P-51 Mustang británico que escoltaba una agrupación de bombarderos Beaufighter.

## Destino
El 30 de junio de 1945, con la guerra ya finalizada, el U-155 fue enviado desde el puerto de Wilhelmshaven, donde se encontraba estacionado tras la rendición alemana, hasta Loch Ryan, Escocia donde permaneció antes de su hundimiento en las aguas del Norte de Irlanda por la Marina Real Inglesa como parte de la Operación Deadlight el 21 de diciembre de 1945.
En 2001 se descubrieron los restos casi intactos de la embarcación a 73 metros de profundidad en la región.

## Registro de hundimientos
| Fecha del hundimiento   | Nombre del buque | Bandera               | Tonelaje (t) | Destino |
| ----------------------- | ---------------- | --------------------- | ------------ | ------- |
| 22 de febrero de 1942   | Adellen          | Noruega               | 1799         | Hundido |
| 22 de febrero de 1942   | Sama             | Reino Unido           | 7984         | Hundido |
| 7 de marzo de 1942      | SS Arabutan      | Brasil                | 7874         | Hundido |
| 14 de mayo de 1942      | Brabant          | Bélgica               | 2483         | Hundido |
| 17 de mayo de 1942      | San Victorio     | Reino Unido           | 8136         | Hundido |
| 17 de mayo de 1942      | Challenger       | Estados Unidos        | 7667         | Hundido |
| 20 de mayo de 1942      | Sylvan Arrow     | Panamá                | 7797         | Hundido |
| 23 de mayo de 1942      | Watsonville      | Panamá                | 2220         | Hundido |
| 28 de mayo de 1942      | Poseidon         | Holanda               | 1928         | Hundido |
| 30 de mayo de 1942      | Baghdad          | Noruega               | 2161         | Hundido |
| 28 de julio de 1942     | Barbacena        | Brasil                | 4772         | Hundido |
| 28 de julio de 1942     | Piave            | Brasil                | 2347         | Hundido |
| 28 de julio de 1942     | Bill             | Noruega               | 2445         | Hundido |
| 30 de julio de 1942     | Cranford         | Estados Unidos        | 6096         | Hundido |
| 1 de agosto de 1942     | Kentaur          | Holanda               | 5878         | Hundido |
| 1 de agosto de 1942     | Clan Macnaughton | Reino Unido           | 8088         | Hundido |
| 4 de agosto de 1942     | Empire Arnold    | Reino Unido           | 7045         | Hundido |
| 5 de agosto de 1942     | Draco            | Holanda               | 389          | Hundido |
| 9 de agosto de 1942     | San Emiliano     | Reino Unido           | 8.071        | Hundido |
| 10 de agosto de 1942    | Strabo           | Holanda               | 383          | Hundido |
| 15 de noviembre de 1942 | HMS Avenger      | Marina Real Británica | 13 785       | Hundido |
| 15 de noviembre de 1942 | Ettrick          | Reino Unido           | 11 279       | Hundido |
| 15 de noviembre de 1942 | USS Almaack      | Estados Unidos        | 6736         | Dañado  |
| 6 de diciembre de 1942  | Serooskerk       | Holanda               | 8456         | Hundido |
| 2 de abril de 1943      | Lysefjord        | Noruega               | 1091         | Hundido |
| 3 de abril de 1943      | Gulfstate        | Estados Unidos        | 6882         | Hundido |
| 24 de octubre de 1943   | Siranger         | Noruega               | 5393         | Hundido |